# Nicola Grupe-Arnoldi
Nicola Betina Grupe-Arnoldi (* 1. August 1984 in München; geb. Grupe) ist eine deutsche Synchronsprecherin und Synchronregisseurin, die vor allem durch ihre Rollen der Chibiusa / Sailor Chibi Moon in Sailor Moon und der Maike in Pokémon bekannt ist.

## Leben und Wirken
Grupe-Arnoldi ist schon seit jungen Jahren im Synchrongeschäft tätig und ist vor allem in Animeserien zu hören. Zu den bekanntesten gehören Pokémon, Sailor Moon und DoReMi in welchen sie jeweils mehr als nur eine Rolle sprach. Vor mehreren Jahren übernahm sie auch die Dialogregie in Pokémon. Ihr Vater, Bodo Grupe, war bis zu seinem Tod Geschäftsführer des Synchronstudios FFF Grupe. Sie ist seit September 2011 mit André Arnoldi verheiratet.

## Synchronrollen (Auswahl)
Filme
- 1993: Nadia – The Secret of Blue Water – The Movie … als Marie en Carlsberg
- 1993: Gefährliche Blumen … als Chibiusa / Sailor Chibi Moon
- 1994: Schneeprinzessin Kaguya … als Chibiusa / Sailor Chibi Moon
- 1995: Reise ins Land der Träume … als Chibiusa / Sailor Chibi Moon
- 1995: Annette Funicello - Ein Schicksal … für Andrea Nemeth
- 2005: Pokémon 8 – Lucario und das Geheimnis von Mew … als Maike
- 2006: Pokémon 9 – Pokémon Ranger und der Tempel des Meeres … als Maike

Serien
- 1983: Die Kinder vom Berghof … als Danny
- 1987–1989: D’Artagnan und die drei Musketiere … als Jean
- 1990–1991: Die Macht des Zaubersteins … als Marie en Carlsberg
- 1992–1997: Sailor Moon … als Chibiusa / Sailor Chibi Moon, Chibi-Chibi
- 1995–1997: Slayers … als Eris
- seit 1997: Pokémon … als Maike, Tramina, Togepi, Plinfa, Seeper und in weiteren Rollen
- 1999–2000: Monster Rancher … als Mochi
- 1999–2003: DoReMi … als Hanna, Elfe Fifi, Reika
- 2001–2003: Beyblade … als Mariah Wong, Mariam